# De Candido
De Candido es una cadena de hipermercados del occidente venezolano, una de las principales de país por número de ventas y empleados. En el año 2006 superó las 80 millones de transacciones. La arquitectura de sus instalaciones y calidad de sus servicios hacen de sus sedes lugares de primera categoría.
Cuenta con catorce sucursales en varias de las principales ciudades de los estados Zulia y Falcón que ofrecen productos alimenticios, restaurantes 'La Cocina de la Nonna', venta de licores en el 'Bodegón de Pepe', Panadería, Juguetería y áreas para niños. Son además amigables, pues sus instalaciones poseen todo tipo de ayuda para discapacitados y permanentemente hacen campañas de ciudadanía.
En el pasado, los altos ejecutivos de la cadena han mostrado interés en expandirse a otras ciudades del país como Maracay, Estado Aragua y Valencia, Estado Carabobo, para de esta manera posicionarse aún más dentro del mercado nacional y entrar a competir directamente con las principales cadenas del ramo en Venezuela como Central Madeirense e Hipermercado Sigo.

## Sucursales

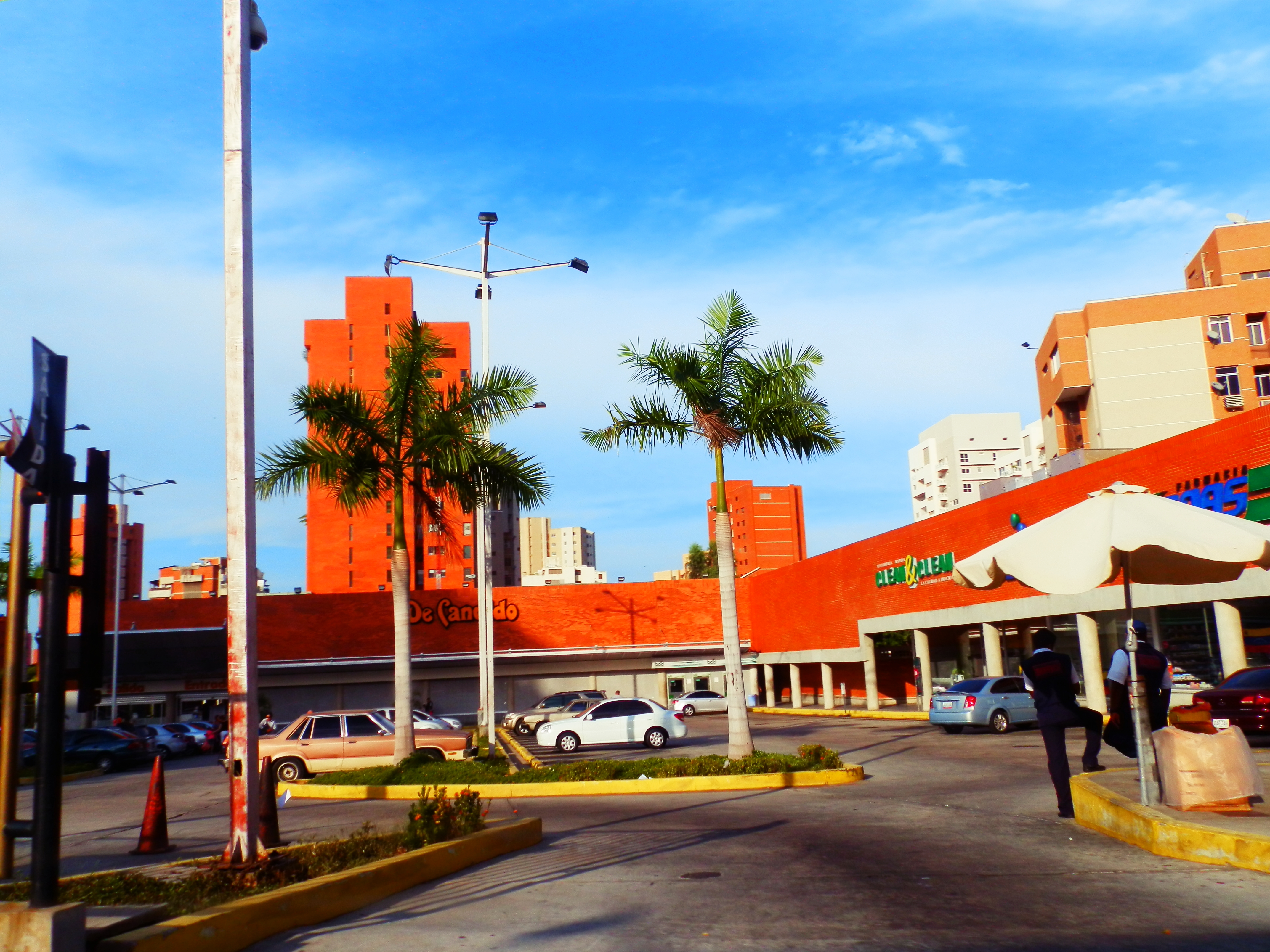
De Candido

A nivel nacional cuenta con once sucursales en formato Hipermercado y tres en formato Express.

### En Zulia
De Candido es una empresa fundada en 1956, por iniciativa de Giuseppe De Candido, un inmigrante italiano radicado en Maracaibo, quien a partir  de un modesto abasto familiar ha mantenido un crecimiento sostenido con una cadena de supermercados en los estados Zulia y Falcón. 
Maracaibo
- Av. Santa Rita.Av. 8 (Santa Rita) con esquina calle 70.
- Delicias Norte.  Av. 15 con Circunvalación 2.
- La Limpia. Av. La Limpia, sector Curva Molina.
- IPSFA. Av. 22 frente al Cuartel Libertador.
- Sambil Maracaibo. C.C. Sambil Local L-94 Nivel Lago.
- La Lago. Sector La Lago, calle 72 Frente a la Plaza Yépez.
- Av. Fuerzas Armadas Express. Av. 15 Delicias con Circ. 2 y Fuerzas Armadas.
- Calle 73 Express. Av. 4 Bella Vista con calle 73.
- El Milagro Express. Avenida El Milagro, Frente a la Biblioteca publica del Zulia.

Cabimas
- Av. Universidad calle Chile, Cabimas

Ciudad Ojeda
- C.C. Ojeda Plaza Av. Intercomunal con esquina Av. Bolívar

### En Falcón

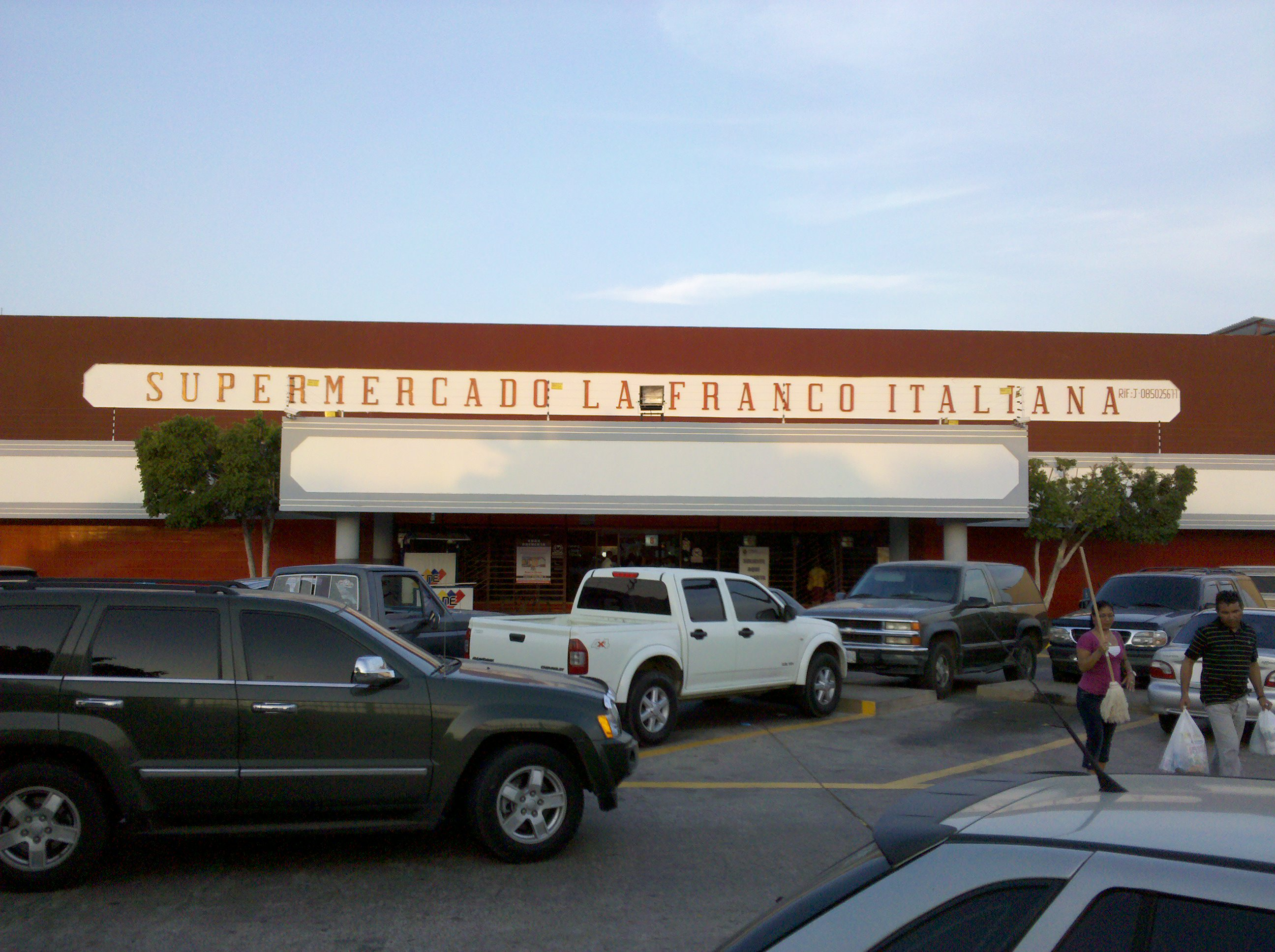
De Candido Supermarket Avenida Jacinto Lara (todavía la fachada conserva el rotulo Supermercado La Franco Italiana cuando la foto fue captada en Punto Fijo.

De Candido posee dos sucursales en la ciudad de Punto Fijo cuyas instalaciones eran de Supermercados La Franco Italiana, que se diferencian de las demás sucursales por sus precios libres de impuestos, al estar ubicadas en la Zona Franca del Estado Falcón.
Punto Fijo
- C.C. Las Virtudes. Av. 2A Comunidad Cardón.
- La Franco Italiana - Jacinto Lara. Av. Jacinto Lara sector Santa Fe. 4102.